# Teaterkritik
Teaterkritik är en genre inom kritiken, närmare bestämt den del som handlar om att skriva eller tala om scenkonst som teaterpjäser eller operaföreställningar.
En del större tidningar bevakar de sköna konsterna i vid mening och teaterkritiken brukar tillhöra bevakningsområdet. Under 2000-talet har teaterkritiken alltmer kommit att äga rum på internet, exempelvis i webbtidningar och på bloggar, medan kritiken i tryckta tidningar har minskat. Aktuell forskning visar att denna förändring inte påverkar kvaliteten, utan kritik på nätet är lika tillförlitlig som den som publiceras på papper.